# Militärflugplatz Meiringen

i7
i11
i13
Der Militärflugplatz Meiringen ist ein aktiver Militärflugplatz der Schweizer Luftwaffe in Unterbach westlich von Meiringen im Berner Oberland.

## Geschichte
Das Gebiet des Flugplatzes war bis in die 1850er-Jahre ein versumpftes Gebiet wegen einer künstlichen Schwelle in Interlaken. Ab 1864 wurde eine Wiederabsenkung des Sees beschlossen und ab 1870 das Haslital bis Meiringen entsumpft.
Am 1. Dezember 1941 nahm der Flugplatz Meiringen auf dieser Ebene seinen Betrieb auf. Im Zweiten Weltkrieg wurden erdüberschüttete Fliegerunterstände vom Typ U-43 erstellt. Beim Flugunfall auf dem Gauligletscher 1946 spielte der Flugplatz eine wichtige Rolle. Die Rettung von Personen auf einem Gletscher mit Flugzeugen war eine Neuheit.
Nach dem Zweiten Weltkrieg wurde in Meiringen eine Flugzeugkaverne gebaut. In den 1970er Jahren wurde ein  Munitionsstollen fertiggestellt. Mit der Beschaffung der F/A-18 wurde die Flugzeugkaverne umgebaut und erhielt einen weiteren Stollen, so dass Flugzeuge im Innern ohne Kran manövrieren können und gleichzeitig in die Anlage hineinrollen wie auch die Anlage verlassen können. Meiringen gilt als der einzige noch benutzte Kavernenflugplatz der Schweiz.
Meiringen war von 2004 bis 2017 Heimatbasis der Milizfliegerstaffel «Destructors» mit F-5E Tiger und ist seit 2007 die Heimatbasis der Berufsfliegerstaffel 11 «Tigers» mit F/A-18 (vorher Militärflugplatz Dübendorf). Auch die Einheit zur Absturzstellen-Sicherung von Militärluftfahrzeugen hat ihren Standort auf dem Militärflugplatz Meiringen.
Vom 17. bis 18. Juni 2016 wurde mit Flugvorführungen der Schweizer Luftwaffe, ausländischen Streitkräften und Mitteln der zivilen Aviatik das 75-jährige Bestehen des Militärflugplatzes Meiringen gefeiert und der Rettungsaktion vom Gauligletscher gedacht. Am 29. August 2016 zerschellte ein einsitziger F/A-18C nach dem Start vom Militärflugplatz Meiringen in der Sustenregion am Hinter Tierberg auf einer Höhe von ca. 3300 m ü. M., wobei der Pilot ums Leben kam. Offenbar hatte die Flugsicherung in Meiringen dem Piloten, nachdem er dem Patrouillen-Führer nicht folgen konnte, eine Flughöhe angeordnet, die für den Sektor zu tief war.
2021 wurde einer der Fliegerunterstände vom Typ U-43 abgebrochen. An dessen Stelle wurde eine Flugfunkzentrale erstellt.

## Bedeutung

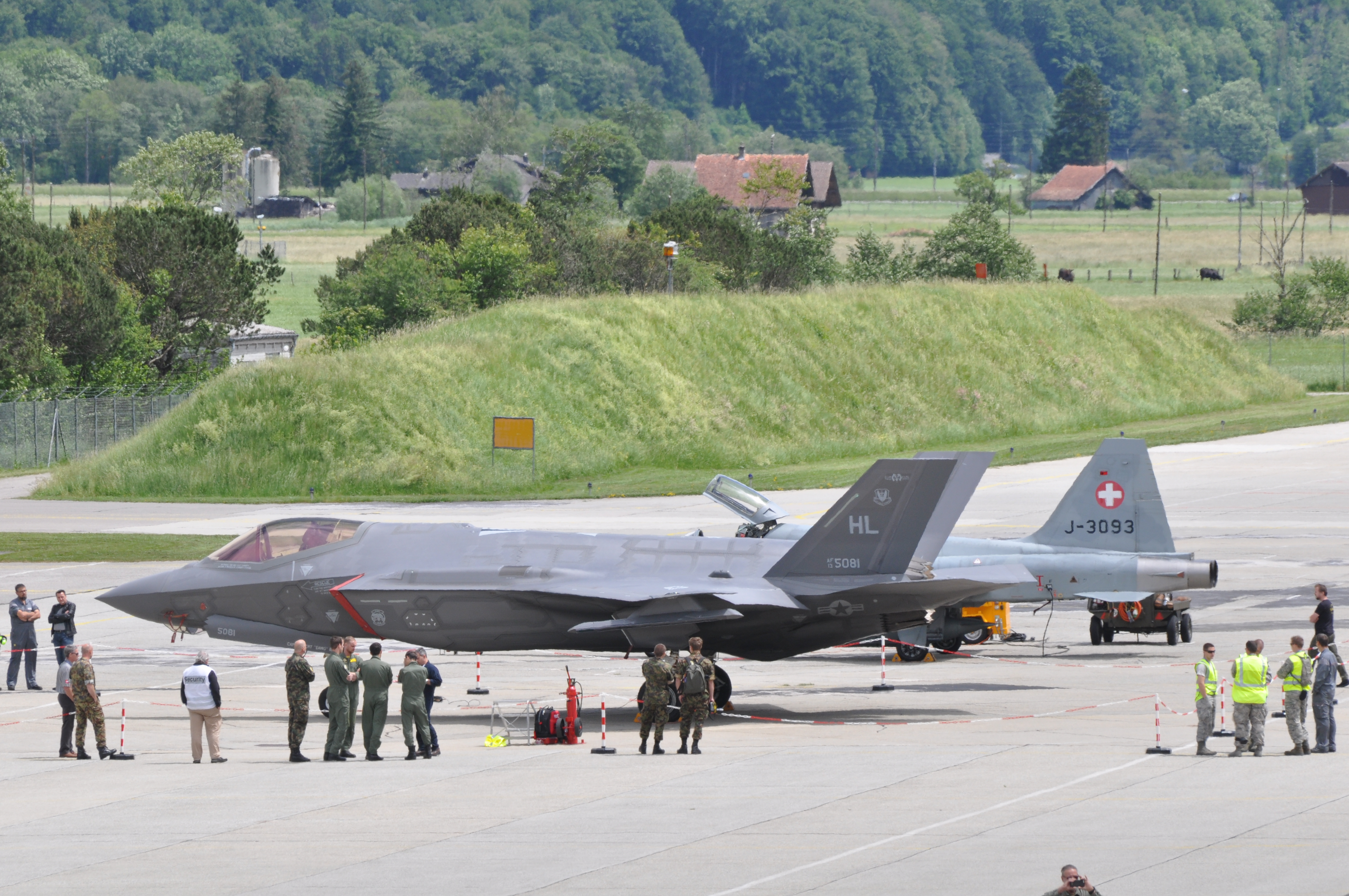
F-35 in Meiringen, und ein Tiger

Der Flugplatz Meiringen ist seit dem Wegfall des Jetflugplatzes Sion 2016 nebst Payerne und Emmen einer der drei verbleibenden Jetflugplätze der Schweiz. Er ist zudem der einzige Flugplatz, bei dem die Flugzeugkaverne noch im laufenden Betrieb genutzt wird.
Die Lärmemissionen durch die Militärjets sind für die Region und die Gemeinde Meiringen als Tourismusgemeinde eine Belastung. Der Flugbetrieb wurde deshalb ab den 2000-Jahren wenn möglich im Sommer reduziert. Bis 2023 hatte sich die betriebsfreie Zeit auf 13 Wochen eingependelt, 2024 und 2025 sind es 15 Wochen. Die neue F-35 wird lauter sein als die alten Flugzeuge. In Meiringen sollen aber weniger Starts stattfinden, die Lärmberechnung von 2023 ging von 2500 Starts von F-35 pro Jahr aus. Die Interessensgemeinschaft für weniger Fluglärm will gegen die F-35 klagen. «Der F-35 ist nicht konzipiert für ein enges Bergtal. Darum werden wir mit rechtlichen Mitteln dagegen kämpfen.»
Der Flugplatz bot 2008 rund 250 Arbeitsplätze. Eine Attraktion ist die jährliche Fliegerdemonstration Axalp auf der Axalp. Der Flugplatz verfügte über ein kleines Museum und Führungen auch für Touristen.
Die an beiden Pistenenden vorhandenen Fangseilanlagen für F/A-18 und F-5 sind bündig in der Piste versenkbar, damit sie kein Hindernis für Kleinflugzeuge darstellen.
Das einzige Gasthaus in Unterbach nahe an Rollweg und Piste war im Oktober 2018 von Chinesen gekauft worden. Sie hatten den Restaurantbetrieb rasch eingestellt. 2023 wurden sie der Spionage verdächtigt.